# 세계 천식의 날
세계 천식의 날(World Asthma Day)은 세계천식기구(GINA[Global Initiative for Asthma])에서 천식에 대한 인식 증진을 목적으로 1998년에 만든 날이며, 이 해에 처음 개최되었다. 5월의 첫 번째 화요일이다.